# Afonso
Manoel Afonso Júnior (ur. 14 listopada 1991) – brazylijski piłkarz występujący na pozycji napastnika.

## Kariera piłkarska
Od 2010 roku występował w ASA, Gamba Osaka, Académica Coimbra, CRB, Botafogo, CSA, Murici, Brusque i Lagarto.